# Live End Dead End
Live End Dead End (abgekürzt LEDE) bezeichnet in der Tontechnik ein weit verbreitetes Einrichtungskonzept für Regieräume, bei dem der vordere Bereich des Raumes um die Hauptlautsprecher (Schallquelle) herum akustisch gedämpft ist, um Reflexionen zu vermeiden. Im hinteren Bereich wird der Schall gestreut, um die Diffusität zu erhöhen. Der Hörer (Empfänger) sitzt dabei in der Regel noch in dem Dead-End-Bereich, maximal im Übergangsbereich. Häufig, aber nicht immer, werden die Bereiche hälftig aufgeteilt.

## Ursprung

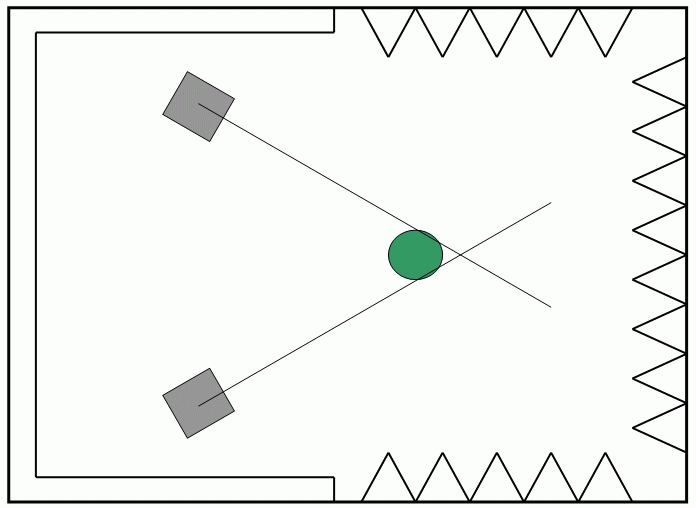
Typische Abhörsituation in den 70ern und 80ern (HIFI-Position), ähnlich dem ursprünglichen LEDE-Prinzip.

Dieses empirische Raumkonzept wurde für Zweikanal-Stereo bei Lautsprecherwiedergabe entwickelt. Die Vorteile dieses Konzepts sind damit bei der Wiedergabe in Mehrkanaltechnik naturgemäß nicht anwendbar.
Im Gegensatz zum Aufbau heutiger Regieräume und der Verwendung des Begriffes ist der 1978 von Don und Carolyn Davis entwickelte Regieraum nach dem LEDE-Konzept ganz eindeutig definiert. Die Reflexionen aus dem Lautsprecher-Umfeld werden in der dortigen Raumhälfte gedämpft („Dead End“), die Diffusität im Gebiet des Abhörens („Live End“) wird mit geeigneten Maßnahmen erhöht. Der Hörer sitzt dabei im live end, was mehr der typischen Abhörsituation des HiFi-Benutzers entsprach. Dies besagt auch das „Handbook for Sound Engineers“ von Glen Ballou. Alles andere darf streng genommen nicht LEDE genannt werden.

## Funktion
Mittels des LEDE-Konzepts möchte man hinsichtlich der Reflexionen im Abhörraum (control room) eine möglichst große Anfangszeitlücke (initial time delay gap ITDG) erreichen, wozu die Zeit zwischen dem Eintreffen des Direktschalls und der ersten starken Reflexion möglichst lang sein muss. Trotzdem soll es aber noch Reflexionen geben, um einen Umhüllungseindruck zu erzeugen. Damit ist es unangebracht, alle Reflexionen zu absorbieren. Um sie zu erhalten und dennoch ihre Wirkung im Sinne einer Schallquellenlokalisation zu mindern, werden die Reflexionen gezielt gestreut.
In kleinen Tonstudios ist es mitunter schwierig, diese Anfangszeitlücke so groß zu bekommen, dass sie bei Musikwiedergabe nicht stört. Im Sinne der Beurteilbarkeit der Musikmischung, sollte die Anfangszeitlücke im Regieraum aber größer sein, als jene, die durch den Raum bei der Musikaufnahme verursacht wurde – regelmäßig größer als etwa 20–30 ms, was einer Weglänge für den Schall von 7–10 m entspricht.

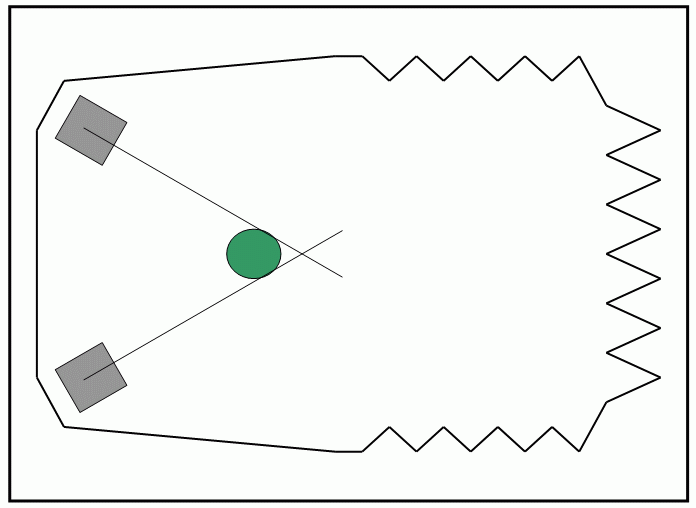
Beispiel eines modernen Regieraums mit Absorption vorn und Diffusion hinten

Aufgrund der Vielzahl der baulichen Randbedingungen, sowie Art und Verwendung der Monitore und Akustikelemente gibt es kein allgemeingültiges Rezept für den Aufbau eines optimalen Regieraums. Über viele Details herrscht nach wie vor Uneinigkeit bei den Planern und Akustikern. Wie sehr sich die Meinung zum „guten“ Regieraum ändert, zeigt der Artikel in den Weblinks über die geschichtliche Entwicklung des Regieraums. Das nebenstehende Bild ist daher nur ein Beispiel, zeigt aber die Tendenz: Die Regieräume sind heute eher kleiner und die Position der Monitore enger, als in der früheren Nutzeranordnung und der Abhörende sitzt im dead end.
Wichtig ist in jedem Fall das Verständnis, dass dieses Konzept zur verbesserten Beurteilung von Tonmischungen dienen soll und nicht zwangsläufig zu einem klanglich guten Raum für guten Musikgenuss führt. Auch für die Tonaufnahme ist ein solches Raumkonzept nur in wenigen Situationen vorteilhaft.